# Boeing XB-39 Superfortress
Pour les articles homonymes, voir Superfortress.
Le Boeing XB-39 Superfortress est un prototype de bombardier américain issu de la conversion d'un B-29. Les moteurs Wright R-3350 Duplex Cyclone du B-29 sont remplacés par des Allison V-3420-11. Le XB-39 effectue son premier vol le 9 décembre 1944.

## Historique
Le  B-29 Superfortress fait son premier vol le 21 septembre 1942. Il représente un bond considérable en matière de bombardement à long rayon d'action. Néanmoins, ses moteurs R-3350 sont identifiés comme une vulnérabilité du programme. Le R-3350 est un moteur remarquablement performant, mais très délicat à produire et à entretenir. Son bloc moteur en magnésium est très léger, mais sujet aux feux moteurs. Ce problème ne sera d'ailleurs jamais totalement résolu : au cours du conflit, 267 B-29 ont été perdus à cause de problèmes techniques (essentiellement des incendies moteur), à comparer à 147 exemplaire abattus par les Japonais. Par ailleurs, la production en série du R-3350 est difficile, et Wright rencontre d'énormes problèmes pour augmenter la cadence.
Les militaires désirent donc avoir une solution de repli pour que le Superfortress puisse être mis en service au cas où les problèmes du R-3350 se révèlent insurmontables. Il est alors décidé de transférer le premier prototype du B-29 chez la division aéronautique Fisher (qui fait partie de General Motors), avec mission de le transformer pour utiliser un autre type de moteur, le Allison W-3420. Ce moteur est un 24 cylindres en quatre rangées et refroidissement par eau, conçu à partir du Allison V-1710, le V-12 qui équipe par exemple le Lockheed P-38 Lightning. Fisher utilisait déjà ce moteur sur un projet de chasseur, le Fisher P-75 Eagle. 
Le XB-39 prend du retard, et est de moins en moins considéré comme prioritaire, les problèmes du R-3350 étant progressivement résolus. Il est cependant tout de même mené jusqu'à une campagne d'essais en vol, qui débute fin 1944.